# هوروي
هوروي (باليونانية: Ὅροι، اللاتينية: Definitiones) هو عنوان مجموعة قديمة من التعاريف التي نسبت أحيانا إلى أفلاطون في العصور القديمة، وأدرج في أحيان ضمن المجموعة الأفلاطونية، ولكن بالتأكيد لم تكتب من قبل أفلاطون (وهو ما أدركه بعض المؤلفين القدماء). وهكذا فإنه يعرف أيضا باسم التعريفات الأفلاطونية الزائفة. تم إدخاله، إلى جانب مع مواد أخرى يشك في نسبها، في طبعة أكسفورد للنصوص الكلاسيكية عن أعمال أفلاطون.
في الدراسات الحديثة، لا يعتقد أن هوروي له قيمة فلسفية كبيرة. ونظرا لتطور جهود أفلاطون وأرسطو في مجال التعريف، يبدو أن هذه المجموعة كانت نصا ابتدائية انتج عن طريق دراسة فلسفية ثانوية. إلا أن زمنه المبكر يمنحه بعض الأهمية كمصدر لتاريخ الأفلاطونية القديمة.